# Kim Keon-hee
Đây là một tên người Triều Tiên, họ là Kim.
Kim Keon-hee (tiếng Hàn: 김건희; Hanja: 金建希; Hán-Việt: Kim Kiến Hi; sinh ngày 2 tháng 9 năm 1972) là một nữ doanh nhân người Hàn Quốc, từng là Đệ nhất Phu nhân Hàn Quốc từ năm 2022 đến năm 2025. Bà hiện là tổng giám đốc điều hành và chủ tịch công ty triển lãm nghệ thuật, Covana Contents.

## Tiểu sử
Kim Keon-hee sinh ngày 2 tháng 9 năm 1972 tại Yangpyeong, Hàn Quốc. Bà theo học trường trung học nữ sinh Myungil trước khi tốt nghiệp Đại học Kyonggi với bằng cử nhân nghệ thuật.

## Sự nghiệp
Năm 2009, Kim thành lập Covana Contents, một công ty chuyên về triển lãm nghệ thuật và giữ chức vụ giám đốc điều hành kiêm chủ tịch. Vào năm 2019, các phương tiện truyền thông đưa tin rằng bà bị cáo buộc trốn thuế. Kim bị điều tra vì cáo buộc nhận lại tiền để tổ chức triển lãm nghệ thuật.
Năm 2021, có báo cáo rằng Kim đã thổi phồng lý lịch với mối liên hệ với Trường Kinh doanh Stern của Đại học New York. Trong một cuộc họp báo, bà đã công khai xin lỗi. Thực hiện lời hứa của mình, Yoon đã bãi bỏ Văn phòng Đệ nhất phu nhân Phủ Tổng thống trong lời hứa tranh cử.

## Đời tư
Kim kết hôn với Yoon Suk-yeol vào năm 2012. Vào ngày 10 tháng 3 năm 2022, khi chồng bà được bầu làm tổng thống đắc cử của Hàn Quốc, Kim nói rằng bà thích là vợ của tổng thống hơn là đệ nhất phu nhân.

## Trao tặng
- Ba Lan: Huân chương Thập tự Cộng hòa Ba Lan (13 tháng 7 năm 2023)[11]